# لويس هينريكز
لويس هينريكز (بالإسبانية: Luis Henríquez) هو لاعب كرة قدم بنمي، ولد في 23 نوفمبر 1981 في مدينة بنما في بنما. شارك مع منتخب بنما لكرة القدم. أما مع النوادي، فقد لعب مع لخ بوزنان ونادي ديبورتيفو أراب يونيدو.

## وصلات خارجية
- لويس هينريكز على موقع الاتحاد الدولي (مؤرشف)  (الإنجليزية)
- لويس هينريكز على موقع قاعدة بيانات كرة القدم.إي يو (الإنجليزية)
- لويس هينريكز على موقع ناشيونال فوتبول تيمز (الإنجليزية)
- لويس هينريكز على موقع Soccerway.com (الإنجليزية)
- لويس هينريكز على موقع عالم كرة القدم.نت (الإنجليزية)
- لويس هينريكز على موقع AS.com (الإسبانية)